# Откровение Гавриила

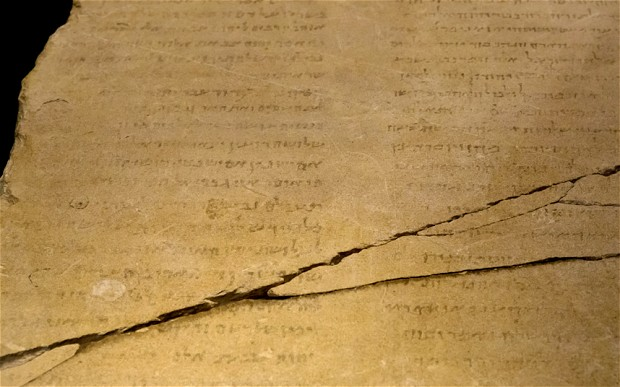
Деталь камня с откровением в Израильском музее (полное изображение).

Откровение Гавриила, также называемое Хазоном Гавриэля (Видение Гавриила) или Джесельсонским камнем, представляет собой каменную табличку высотой один метр с 87 строками текста, написанными на иврите, она содержит серию коротких пророчеств от первого лица, датируемых до конца I века до н. э. Одна из историй рассказывает о человеке, который якобы был убит римлянами и воскрес через три дня. Эта табличка описана как «Свиток Мёртвого моря в камне».

## Происхождение
Табличка неизвестного происхождения, вероятно, была найдена на берегу Мёртвого моря примерно в 2000 году и имеет связь с общиной, которая создала свитки Мёртвого моря. Табличка представляет собой пример редкого использования чернил на камне. Некоторое время она находилась в распоряжении врача Дэвида Джесельсона, швейцарско-израильского коллекционера, который купил её в Иордании у торговца ценностями. На момент покупки он не знал о её значении.

## Принятие
Открытие вызвало споры среди учёных. Так, Исраэль Кноль, эксперт в талмудическом и библейском языках Еврейского университета в Иерусалиме, прочёл в 80-й строке повеление архангела Гавриила: «восстань из мёртвых в течение трёх дней». Повеление, по его мнению, было направлено на еврейского предводителя восстания по имени Симон из Переи, который был казнён римлянами в 4 году до н. э. Кноль считает, что находка «призывает к полной переоценке всех предыдущих исследований на тему мессианства, как еврейского, так и христианского».
Гилель Галкин в своём блоге на платформе The New York Sun отметил, что это «казалось бы во многом типичный эсхатологический текст позднего периода Второго Храма», и выразил сомнение, что данный текст содержит что-либо «сенсационно новое», касающееся истоков христианства и иудаизма.